# JADE
JADE – European Confederation of Junior Enterprises, organizacja zrzeszająca konfederacje narodowe Junior Enterprise (JE) z krajów członkowskich oraz członków konsultatywnych.
Powstała w 1992 roku jako międzynarodowa niepolityczna organizacja non-profit. Zrzesza ponad 20 000 członków działających w 250 organizacjach JE w 13 państwach europejskich. JADE promuje przedsiębiorczość wśród studentów. Ma za zadanie pomóc w tworzeniu nowych JE oraz wspomaga wymianę wiedzy, doświadczeń i informacji pomiędzy poszczególnymi Juniorami organizując międzynarodowe kongresy JADE Meetings. Siedziba JADE mieści się w Brukseli.
JADE w 2004 roku wraz z bliźniaczą organizacją z Brazylii, BrazilJunior zorganizowała pierwszą światową konferencję Junior Entrepreneurship.
W skład JADE Poland wchodzą: ConQuest Consulting z Warszawy, YPI Consulting z Krakowa oraz PBDA Consulting z Poznania